# Arnaldo Rivera
Arnaldo Rivera (Castiglione Falletto, 13 dicembre 1919 – Castiglione Falletto, 10 gennaio 1987) è stato un imprenditore e partigiano italiano.

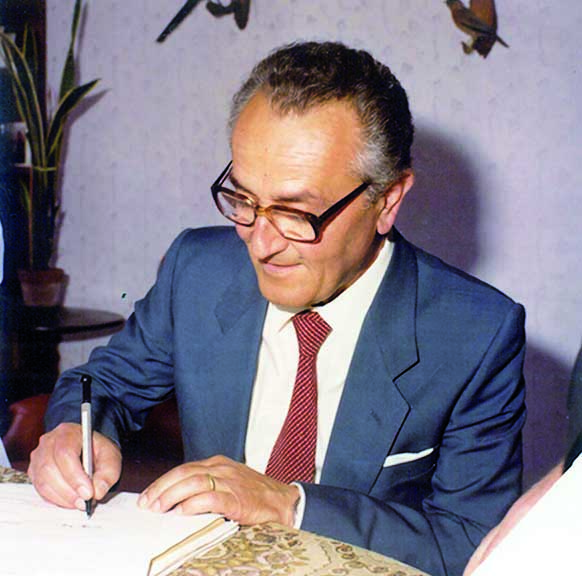
Un'immagine di Arnaldo Rivera nei primi anni ottanta

Oltre a essere stato per quasi quarant'anni sindaco e maestro elementare di Castiglione Falletto, nel 1958 fondò la Cantina Terre del Barolo, una delle più grandi cooperative vitivinicole attive in Piemonte.

## Biografia

### L'infanzia, la guerra e la Resistenza
Arnaldo Rivera nacque da una famiglia di viticoltori che produceva uva nebbiolo in località Rivera, presso Castiglione Falletto. Dopo le scuole primarie svolte a Monforte d'Alba, si diplomò all'Istituto Magistrale di Alba nel 1939 e l'anno successivo partì per la scuola militare di Bassano del Grappa, dove venne arruolato negli Alpini con il grado di tenente e destinato al fronte, dapprima a quello francese, poi a spedizioni in Grecia e Russia. 

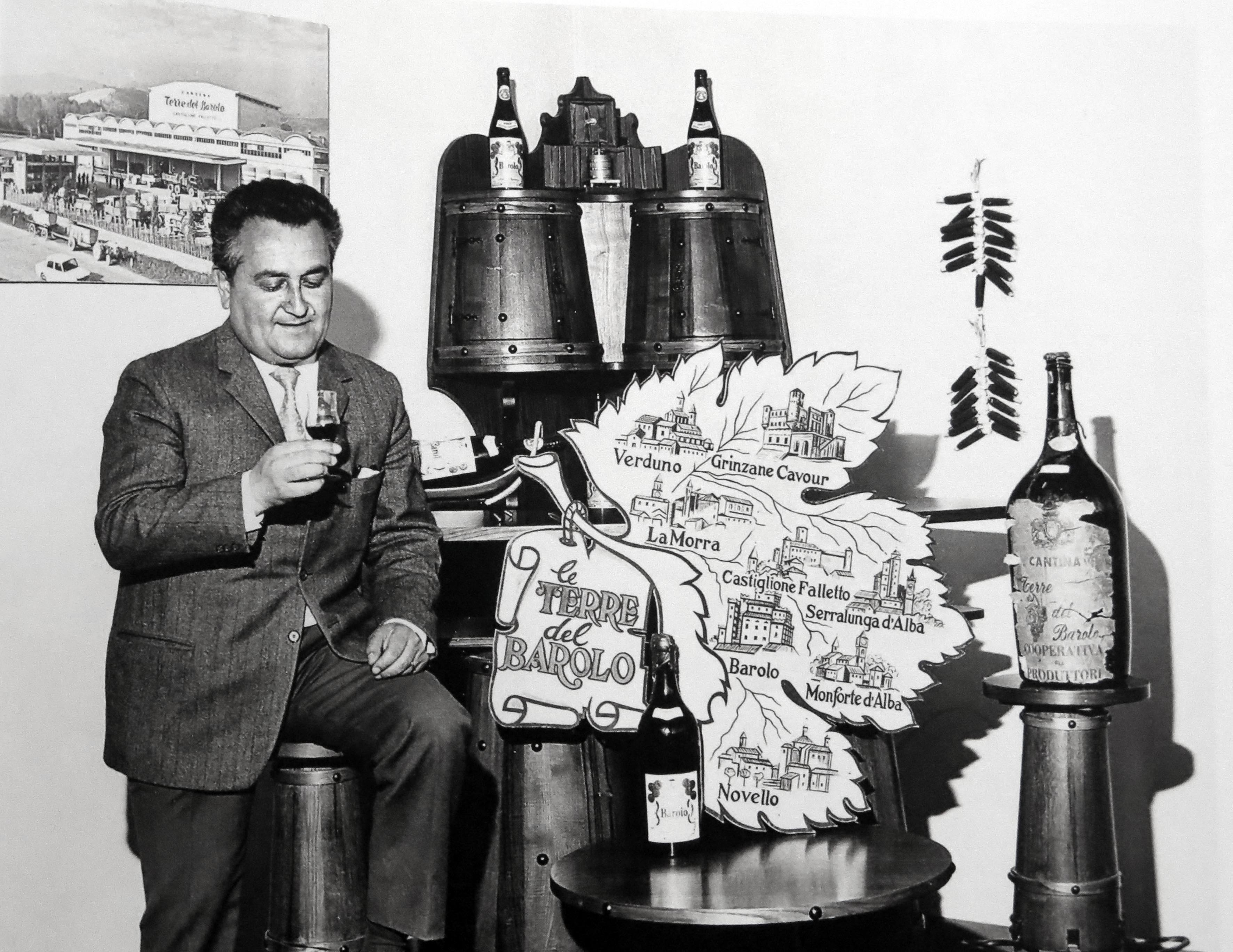
Arnaldo Rivera negli anni sessanta

Fece ritorno in Piemonte nel 1943 e dall'otto settembre dello stesso anno disertò l'esercito e, con il nome di "Arno", scappò sulle montagne per unirsi alla 14ª Brigata Garibaldi, formazione partigiana operante nelle Langhe con cui partecipò ad alcune decisive azioni contro i fascisti della X Mas che tentavano di riconquistare Alba. Il lungo e tortuoso percorso di liberazione lo portò a Torino, dove visse i concitati giorni che precedettero il 25 aprile del 1945 e dove alcuni mesi dopo ricevette la proposta di prendere parte alla costituenda Associazione Nazionale Partigiani d'Italia come segretario provinciale; egli tuttavia preferì fare ritorno al proprio paese, come desiderato dalla sua stessa famiglia.

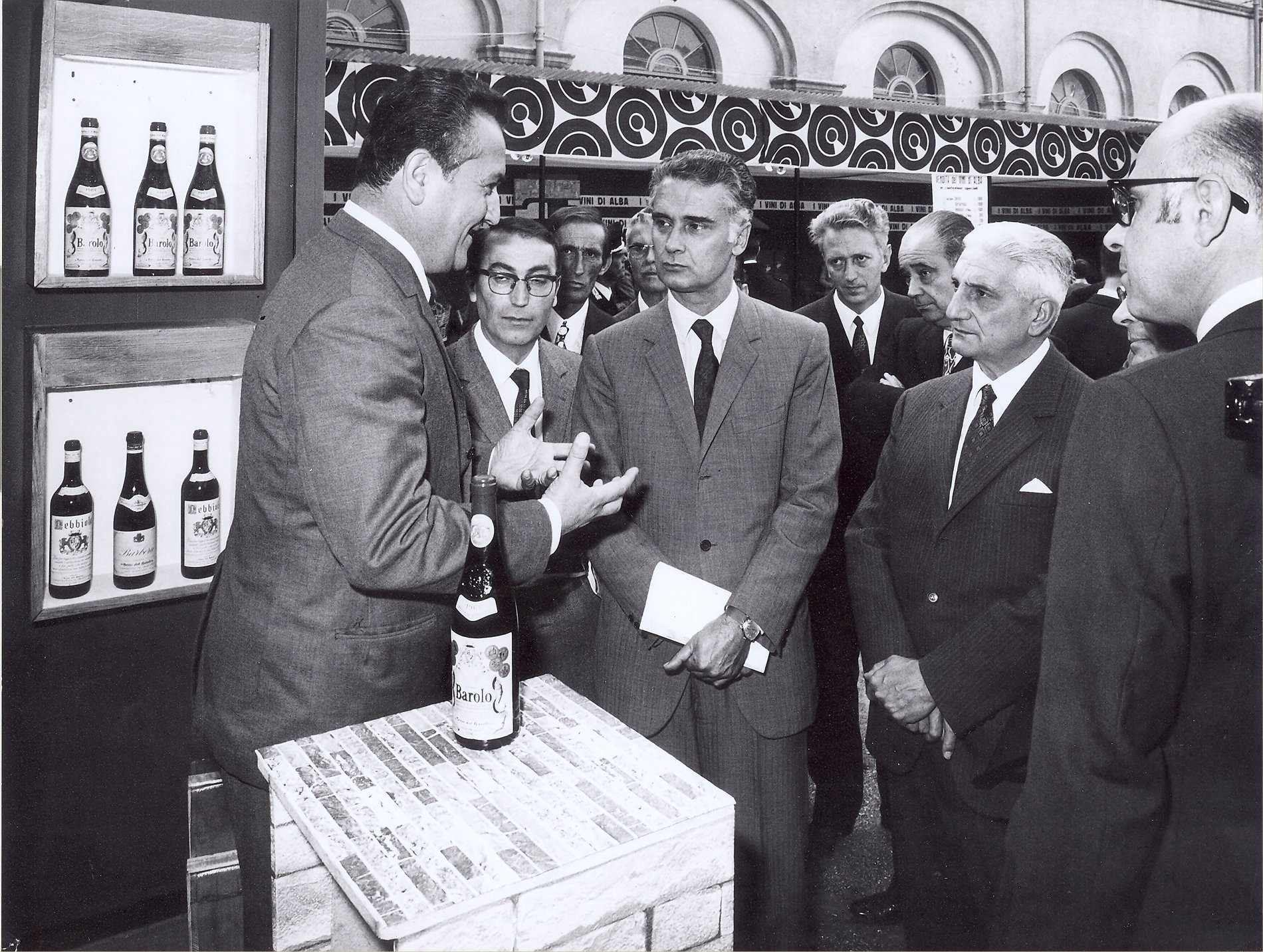
Arnaldo Rivera a una fiera di settore negli anni sessanta

### Il ritorno al paese e l'insegnamento
Nell'autunno del 1949 Arnaldo Rivera iniziò l'attività di maestro elementare a Castiglione Falletto e nel 1951 fondò una lista civica e venne eletto sindaco, dando seguito anche al suo impegno politico maturato come ex partigiano e membro dell'ANPI. Fu un amministratore locale apprezzato poiché si dedicò allo sviluppo del territorio, ancora così fortemente segnato dalle devastazioni della guerra; uno dei suoi maggiori risultati fu la realizzazione dell'acquedotto delle Langhe, di cui beneficiò anche il comune di Castiglione Falletto. 
Il 1956 fu l'anno delle nozze con Ester Rinaldi, anch'essa insegnante, tuttavia dal loro matrimonio non nacquero figli.

### La fondazione della Cantina Terre del Barolo
Nel 1958 Arnaldo Rivera volle ripetere l'esperienza di suo padre, già artefice di una piccola cooperativa di viticoltori locali, e fondò la Cantina Terre del Barolo; pur continuando le sue attività di maestro elementare e di sindaco, questo progetto lo impegnò assiduamente in prima persona nello sviluppo delle risorse del territorio. Grazie al suo impegno Rivera riuscì a superare la diffusa diffidenza verso questa forma di associazionismo cooperativo, poiché nella prima metà del Novecento svariati consorzi vitivinicoli erano falliti anche a causa di un mercato poco dinamico. 
Il costante impegno di Rivera contribuì così a convincere i produttori locali a partecipare all'impresa salvaguardardando gli interessi del settore vinicolo della zona, minacciato da un mercato delle uve caratterizzato da sempre più forti speculazioni a danno dei viticoltori. 
Il 2 giugno del 1975 Arnaldo Rivera ricevette la nomina di Commendatore, conferitagli dal Presidente della Repubblica Giovanni Leone per meriti nel campo dell'economia e nell'impegno di pubbliche cariche.
Due anni dopo egli lasciò l'insegnamento per raggiunti limiti d'età ma continuò a ricoprire la carica di sindaco e si dedicò maggiormente allo sviluppo della Cantina Terre del Barolo, raggiungendo importanti risultati e incarichi di responsabilità in diverse organizzazioni territoriali come l'Asprovit e il Consorzio del Barolo e del Barbaresco, di cui divenne presidente nel 1978. Nel 1980 a Verona, durante l'edizione internazionale di Vinitaly, Arnaldo Rivera ricevette la Gran Medaglia Cangrande su segnalazione dell'Assessore all'Agricoltura della Regione Piemonte Bruno Ferraris, riconoscimento che viene assegnato annualmente dalla storica manifestazione enologica veronese su designazione delle amministrazioni regionali. 

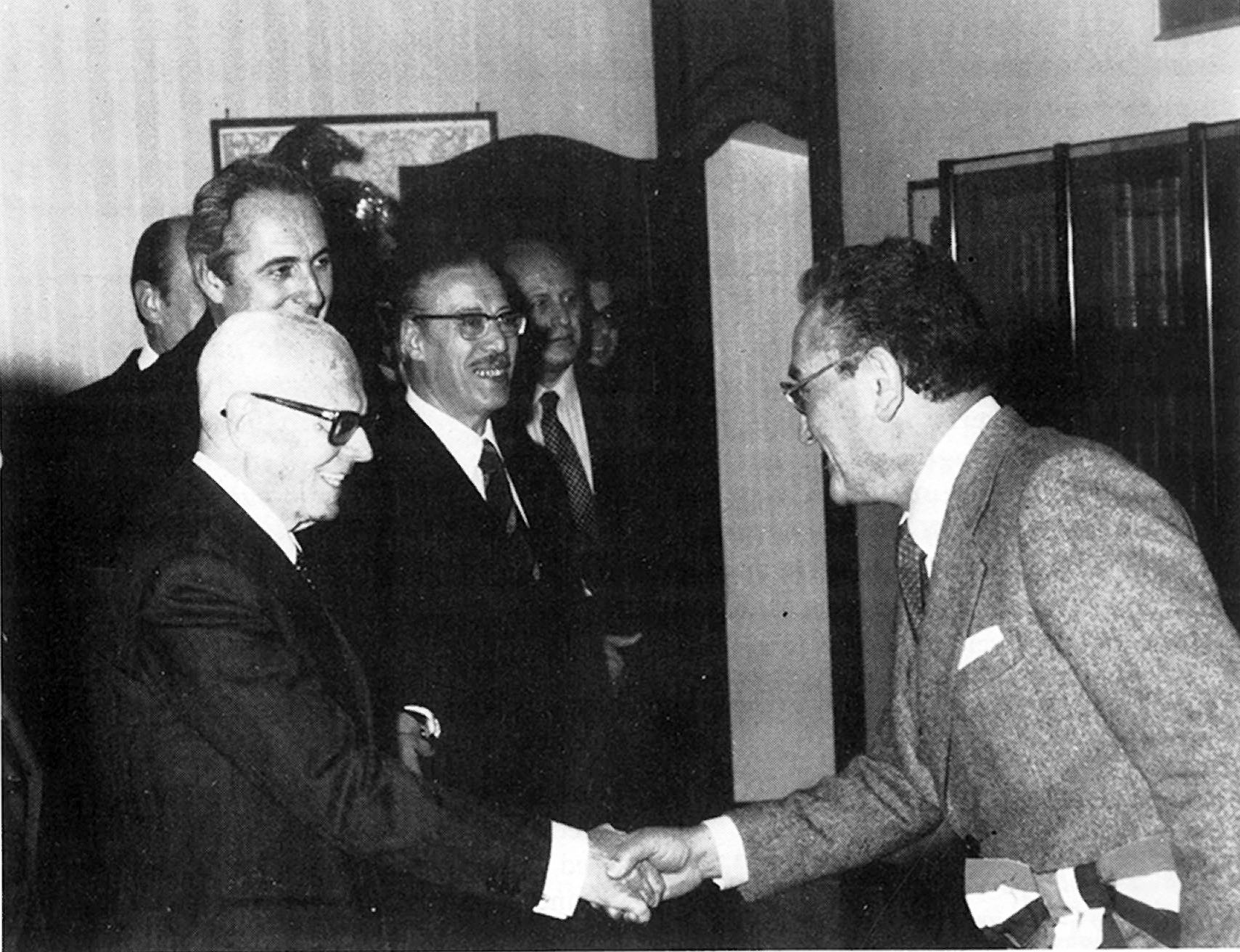
L'immagine dell'incontro con il Presidente della Repubblica Sandro Pertini in visita a Castiglione Falletto

In un suo discorso durante l'evento organizzato nel 1983 per festeggiare il venticinquesimo anniversario della Cantina Terre del Barolo, Arnaldo Rivera affermò che «un'entità sociale che agisca democraticamente ripartendo il reddito in rapporto alla partecipazione dei soci può essere un'idea vincente, abbattendo il pregiudizio che gli uomini siano destinati a essere armati gli uni contro gli altri in nome del privilegio e dell'egoismo individuale».

### La scomparsa e le commemorazioni
Dopo trentasette anni alla guida del comune di Castiglione Falletto e trenta di presidenza della cooperativa Terre del Barolo, Arnaldo Rivera morì nella tarda sera del 10 gennaio del 1987 per una crisi cardiaca che lo colpì al ritorno da una delle tante sedute del consiglio di amministrazione della Cantina.
Nel 1990 il comune di Castiglione Falletto ha inaugurato la nuova biblioteca civica "A. Rivera", dedicata alla sua memoria, dotandola di un catalogo di oltre tremila volumi, comprendendo anche una specifica sezione dedicata all'enologia. 
Nel 2017 la Cantina Terre del Barolo ha commemorato il suo fondatore creando una speciale selezione di Barolo DOCG denominata ARNALDORIVERA.

### Annotazioni
1. ↑  Arnaldo Rivera, con il nome di battaglia "Arno", fu uno dei partigiani che nel 1944 minò il ponte di legno di Pollenzo presidiato dal comando delle SS per impedire il transito delle truppe fasciste dirette ad Alba per riconquistare la città. L'operazione non diede i risultati sperati tuttavia venne menzionata anche da Radio Londra.
2. ↑  Come dichiarò il noto produttore Bruno Giacosa in una sua Lectio Magistralis: «C’era anche il mercato delle uve in Alba, di cui io, come i tanti contadini che portavano lì le uve, non ho un bel ricordo, perché i mediatori aspettavano sempre fino all’ultimo momento prima di comprare, così i vignaioli erano costretti a vendere a qualsiasi prezzo pur di non riportarsi indietro il carro pieno. Era una cosa un po’ triste, soprattutto quando non c’era una grande richiesta di uve da parte degli imbottigliatori. Noi invece preferivamo andare direttamente nelle cascine, anche perché così potevamo scegliere le uve che ci piacevano direttamente sul posto. Dopo aver comprato le uve, davo anche una mano in cantina, dove si produceva comunque un po’ di vino che poi veniva venduto sfuso a quelle stesse aziende che compravano anche delle uve. Facendo il vino si guadagnava qualcosa di più, ma bisognava che fosse buono davvero, perché altrimenti c’era il rischio di non venderlo.»

### Fonti
1. 1 2  G. Parusso, 2009, pp. 74-75.
2. ↑  E. Martini, pp. 154-156.
3. ↑  G. Parusso, 2009, p. 51.
4. ↑  E. Martini, p. 155.
5. ↑  E. Martini, p. 156.
6. ↑  G. Parusso, 2009, p. 53.
7. 1 2  G. Parusso, 2009, pp. 52-53.
8. ↑   Lectio Magistralis di Bruno Giacosa, su Slow Food, 11 luglio 2012. URL consultato il 17 febbraio 2025 (archiviato il 21 luglio 2013).
9. ↑   Rivera Sig. Arnaldo | Commendatore Ordine al Merito della Repubblica Italiana, su Presidenza della Repubblica Italiana, 2 giugno 1975. URL consultato il 17 febbraio 2025.
10. ↑   Salvatore Vullo, Memoria&Futuro: quando Arnaldo Rivera ricevette il Cangrande, su agromagazine.it. URL consultato il 17 febbraio 2025 (archiviato il 15 febbraio 2018).
11. 1 2  G. Parusso, 2009, p. 73.
12. ↑  G. Parusso, 2009, p. 61.
13. ↑   Biblioteca Comunale "A. Rivera", su Comune di Castiglione Falletto. URL consultato il 17 febbraio 2025 (archiviato dall'url originale il 15 febbraio 2018).
14. ↑   La figura di Arnaldo Rivera rivive tra foto d’epoca e grandi vini, su Gazzetta d'Alba, 6 novembre 2017. URL consultato il 17 febbraio 2025 (archiviato il 15 febbraio 2018).
15. ↑  Sito web del Quirinale: dettaglio decorato.